# Chersiphron
 (octobre 2012).
Si vous disposez d'ouvrages ou d'articles de référence ou si vous connaissez des sites web de qualité traitant du thème abordé ici, merci de compléter l'article en donnant les références utiles à sa vérifiabilité et en les liant à la section « Notes et références ».

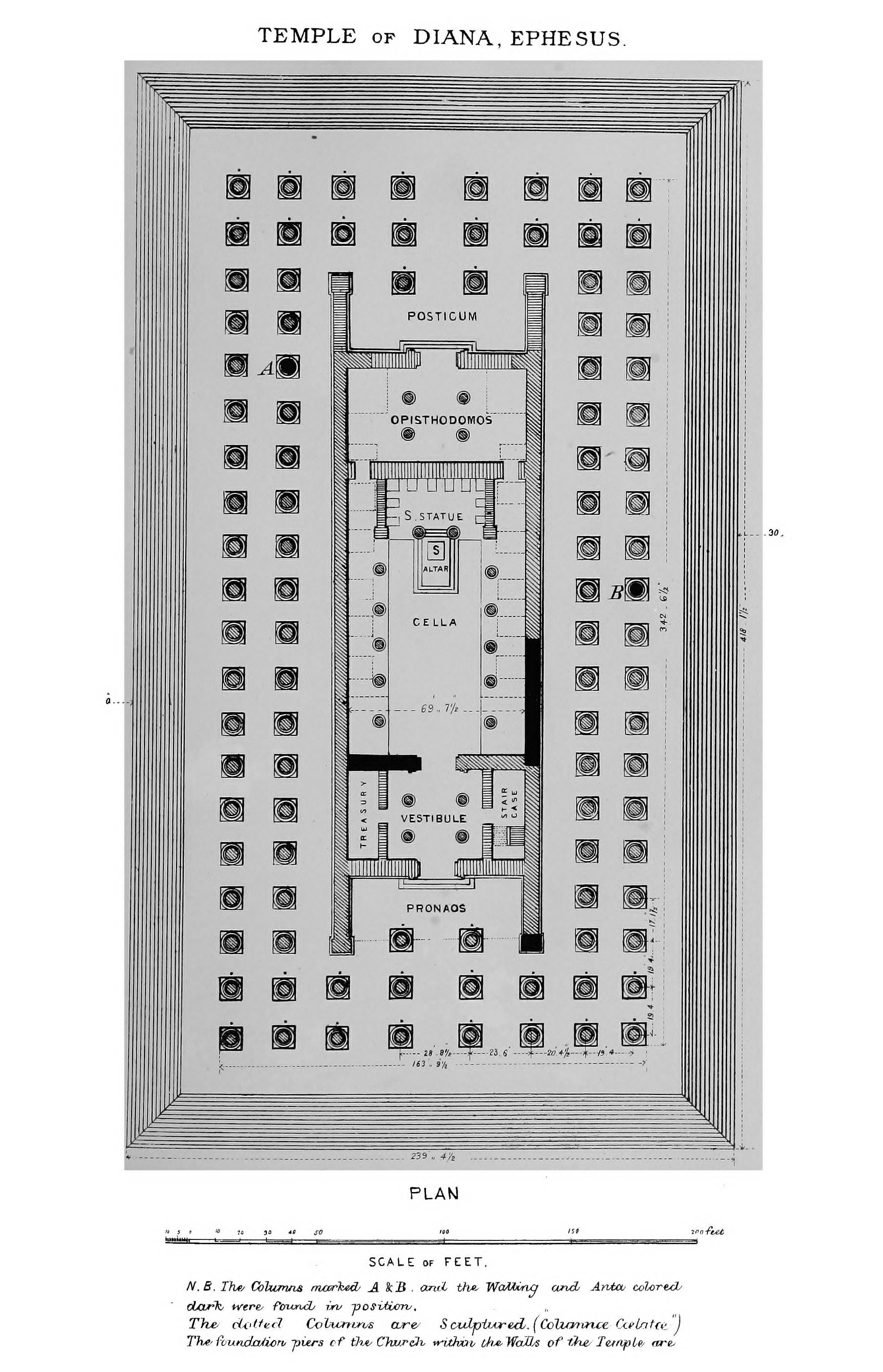
Plan du temple fait par John Turtle Wood en 1877 après la redécouverte et la fouille des ruines. La taille de la base fait 130 m par 69 m. La hauteur des colonnes du temple est de 18 m environ,.

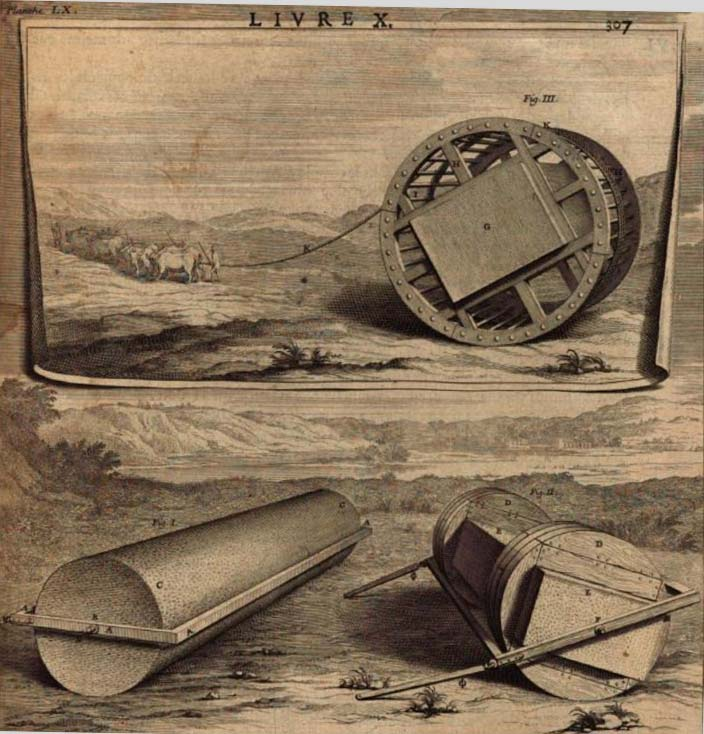
Système de roue pour le transport des colonnes et architraves par Chersiphron et Métagénès

Chersiphron (en grec, Χερσίφρων), parfois appelé Ctésiphon est, au VIe siècle av. J.-C., l'architecte du temple d'Artémis à Éphèse. Il est, avec son fils Métagénès, architecte du début de la construction du Temple d'Artémis à Éphèse, également connu sous son nom grec d’Artémision, l’une des Sept merveilles du monde, achevé par Démétrios et Péonios. Père et fils sont en outre reconnu pour leurs inventions pour transporter les grandes pierres. Ils ont ainsi contribué à l'ingénierie civile pour cette construction qu'Érostrate a incendiée le 21 juillet 356 av. J.-C., détruisant totalement le temple, pour se rendre célèbre.

## Chersiphron et le temple d'Artémis
Chersiphron est un architecte de Cnossos, dans l'ancienne Crète. Avec son fils, Métagénès, il commence la construction du temple d'Artémis à Éphèse à vers -600. La construction est achevée par d'autres architectes. Ce temple, également connu sous son nom grec d’Artemision, compte parmi les Sept merveilles du monde, dans chacune de ses trois versions : il est en effet détruit une première fois en -550, reconstruit, puis incendié en -356 par Érostrate et reconstruit de nouveau.

## Dans Vitruve
Le nom de Chersiphron est notamment rappelé chez Vitruve. Il lui attribue différentes manière de déplacer colonnes et architraves (Vitruve, Livre X. Chapitre II):
« Quatre pièces de bois de quatre pouces carrés, deux placées en travers et les deux autres en long, égales à la grandeur de chaque fût de colonne, furent solidement assemblées. Aux deux bouts des fûts, il scella avec du plomb des boulons de fer en forme de queue d'aronde, et enfonça dans les traverses des anneaux en fer pour y faire passer les boulons. De plus, il attacha aux deux extrémités de la machine, des timons en bois de chêne auxquels on attela des boeufs, et les boulons passés dans les anneaux de fer y tournaient si librement, que les fûts des colonnes, grâce à ces boulons et à ces anneaux de fer, roulèrent sans aucune difficulté. »
« Quand tous les fûts des colonnes eurent été transportés, il fut aussi question du transport des architraves. Métagène, fils de Chersiphron, prit modèle sur cette machine pour les amener. Il fit des roues de douze pieds environ, et au milieu de ces roues il enchâssa les deux bouts des architraves, auxquels il adapta de la même manière des boulons et des anneaux de fer, de sorte que, les bœufs une fois attelés à la machine faite de pièces de bois de quatre pouces carrés, les boulons passés dans les anneaux de fer faisant tourner les roues; et les architraves enfermées dans les roues comme des essieux, arrivèrent de la même manière que les fûts de colonnes, au lieu de leur destination. On peut avoir une idée de cette machine par les cylindres qui servent à aplanir les allées dans les palestres. Mais il eût été impossible de réussir sans le peu de distance qu'il y avait entre la carrière et le temple, distance qui n'était que de huit mille pas ; encore n'y avait-il ni à monter ni à descendre. »